# قرار مجلس الأمن التابع للأمم المتحدة رقم 628
قرار مجلس الأمن الدولي رقم 627 لعام 1989 بتاريخ 16 يناير يرحب بالاتفاق الخاص بسحب القوات الكوبية من أنغولا والاتفاقية بين أنغولا وكوبا وجنوب أفريقيا موكداً على أهميتهما في حفظ السلام والأمن الدوليين.